# Helado de dulce de leche
El helado de dulce de leche es un gusto de helado de color marrón con sabor a dulce de leche, muy común en Argentina, Brasil, Chile y Uruguay. Se lo vende, en diferentes formas y variedades, en heladerías, supermercados y kioscos. Los ingredientes básicos para prepararlo son dulce de leche, leche y crema de leche. Fue inventado en 1929 por Honorio Grieco en San Carlos (Uruguay).
De acuerdo a un sondeo realizado por la Asociación Fabricantes Artesanales de Helado y Afines (AFADHYA) en 2020, el dulce de leche granizado es el gusto más pedido de Buenos Aires, seguido por el dulce de leche solo. Esta información coincide con los datos de la empresa PedidosYa correspondientes al verano 2017-18, en los que el dulce de leche granizado también fue el gusto más pedido.

## Variedades más comunes
- Dulce de leche granizado: helado de dulce de leche con pequeños trozos de chocolate.
- Super dulce de leche: helado de dulce de leche mezclado con dulce de leche real.